# Toftasjön, Halland

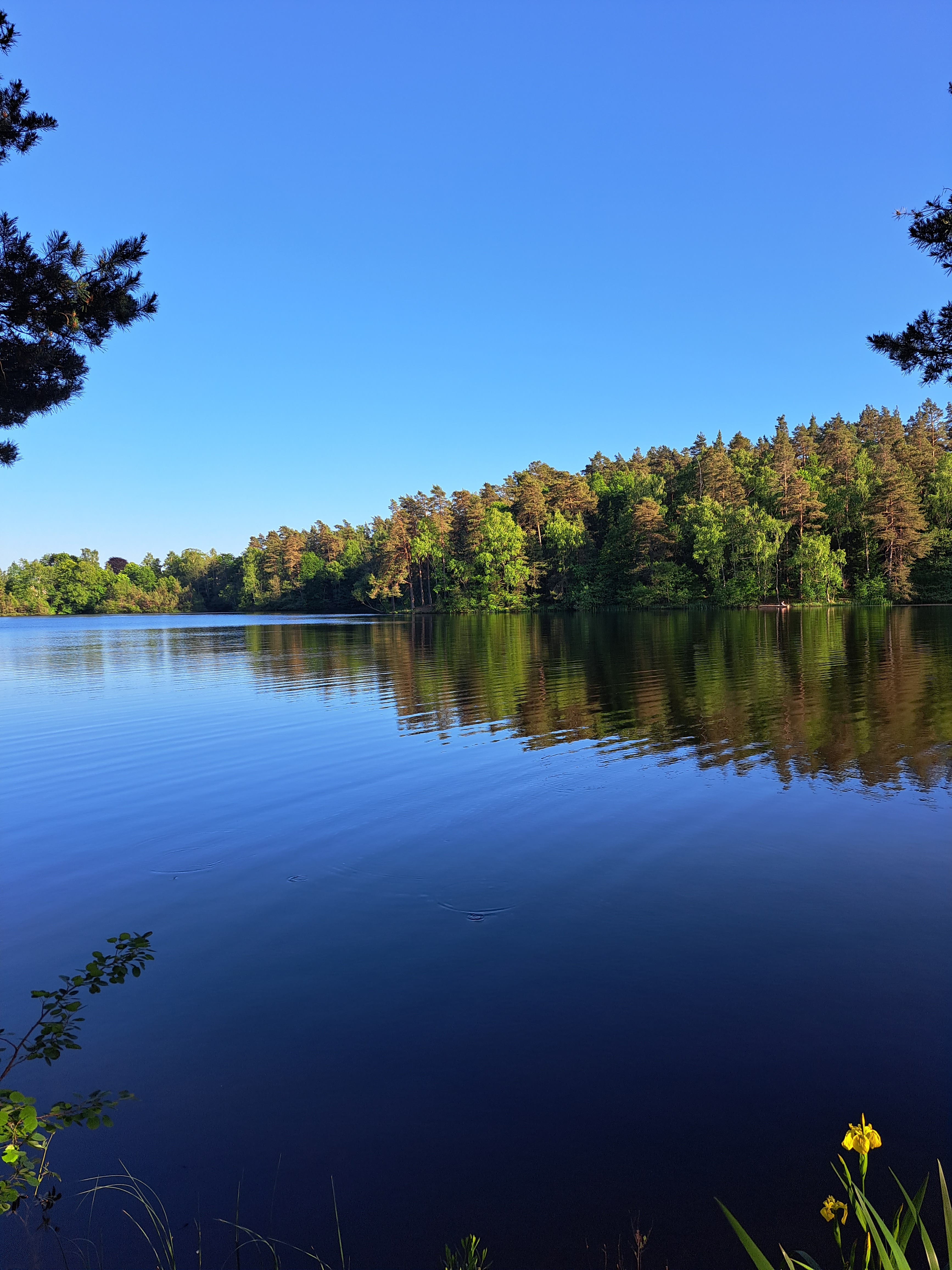
En bild på Toftasjön i juni på kvällen.

Toftasjön är en sjö i Halmstads kommun i Halland och ingår i Nissans huvudavrinningsområde. Sjön är 8 meter djup, har en yta på 0,0695 kvadratkilometer och befinner sig 50 meter över havet. Vid provfiske har abborre fångats i sjön.

## Delavrinningsområde
Toftasjön ingår i det delavrinningsområde (628997-132450) som SMHI kallar för Mynnar i Nissans vattendragsyta. Medelhöjden är 80 meter över havet och ytan är 13,3 kvadratkilometer. Det finns inga avrinningsområden uppströms utan avrinningsområdet är högsta punkten. Vattendraget som avvattnar avrinningsområdet har biflödesordning 2, vilket innebär att vattnet flödar genom totalt 2 vattendrag innan det når havet efter 9 kilometer. Avrinningsområdet består mestadels av skog (73 %) och jordbruk (12 %). Avrinningsområdet har 0,5 kvadratkilometer vattenytor vilket ger det en sjöprocent på 3,8 %. Bebyggelsen i området täcker en yta av 0,21 kvadratkilometer eller 2 % av avrinningsområdet.